# Festival de la Canción de La Serena
El Festival de la Canción de La Serena, o simplemente Festival de La Serena, es un festival musical organizado anualmente entre fines de enero y principios de febrero en la ciudad de La Serena, Chile. Hasta su tercera edición (2006) se realizó en el Estadio La Portada; el 2007, 2014 y 2015 se realizó a orillas del océano Pacífico, cerca del Faro Monumental de La Serena. Este festival, nació en el año 2004 como una copia al Festival Internacional de la Canción de Viña del Mar, y como una forma de potenciar a la capital de la Región de Coquimbo.
A fines del 2007 el municipio de La Serena comunicó que el festival sería suspendido indefinidamente, debido a que sus altos costos de producción lo volvían infinanciable.

## Ediciones

### I Festival de La Serena
Se realizó los días 7 y 8 de febrero de 2004. Fue animado por Antonio Vodanovic y presentado por Tomás Cox para la TV, y transmitido por La Red en diferido. 
Artistas:
| - Quique Neira - Los Bunkers - María Jimena Pereyra - Marcelo Soza - Marco Charola Pizarro - Luis Jara | - Pablo Herrera - Eure-K - Profesor Salomón y Tutu Tutu (humor) - Joe Vasconcellos |

### II Festival de La Serena
Se realizó los días 4 y 5 de febrero de 2005. Fue transmitido por Chilevisión, en diferido, y contó con la animación de Antonio Vodanovic.
Artistas:
| - Los Vikings 5 - La Sonora de Tommy Rey - Douglas - Arturo Ruiz Tagle (humor) - Chancho en Piedra | - Méndez - Natalia Cuevas y Marcos Charola Pizarro (humor) - Los Jaivas - Inti-Illimani - Myriam Hernández |

### III Festival de La Serena
Realizado en 2006. Fue transmitido por Chilevisión, en diferido, y contó con la animación de Antonio Vodanovic.
Artistas:
| - Los Prisioneros - Mauricio Flores, "Tony Esbelt" (humor) - Saiko - Garras de Amor | - Álvaro Henríquez - Bombo Fica (humor) - María Jimena Pereyra - Alberto Plaza |

### IV Festival de La Serena
Se realizó los días 27 y 28 de enero de 2007. Esta edición fue transmitida por primera -y única- vez en vivo y en directo por Televisión Nacional de Chile, y animada por Rafael Araneda. Este fue el último certamen masivo que hizo en esta ciudad y se hizo gratuito.
Artistas:
| - Méndez - Illapu - Leandro Martínez - Lucero - Mario Guerrero - Mauricio Flores (humor) - Memo Bunke (humor) | - Ráfaga - La Sonora de Tommy Rey - José Alfredo Fuentes - Jon Secada - Diego Boneta - Franco Simone |

### V Festival de La Serena
Se realizó los días 7 y 8 de febrero de 2014. Esta edición es regreso del festival tras seis años, fue trasmitida por la Radio Bío-Bío, y animada por Eduardo Fuentes. 
Artistas:
| 7 de febrero - Américo - Centella - Los Bunkers | 8 de febrero - Alberto Plaza - Nancho Parra - Chico Trujillo |

### VI Festival de La Serena
Se realizó los días 6 y 7 de febrero de 2015. Esta edición fue animada por Eduardo Fuentes. 
Artistas:
| 6 de febrero - Francisca Valenzuela - Gigi Martin - Noche de Brujas | 7 de febrero - Myriam Hernández - Jorge Alís - Los Vásquez |

### VII Festival de La Serena
Se realizó los días 5 y 6 de febrero de 2016. Esta edición fue animada por Eduardo Fuentes.
Artistas:
| 5 de febrero - Manuel García - Mansión Rossa | 6 de febrero - Los Vásquez - Los Atletas de la Risa - Megapuesta |

### VIII Festival de La Serena
Se realizó los días 3 y 4 de febrero de 2017. Esta edición fue animada por Eduardo Fuentes.
Artistas:
| 3 de febrero - Chancho en Piedra - Denise Rosenthal - Jordan - Álvaro Salas | 4 de febrero - Illapu - Pata Negra - Sonora de Tommy Rey - Huaso Filomeno |

### VIX Festival de La Serena
Se realizó los días 2 y 3 de febrero de 2018. Esta edición fue animada por Eduardo Fuentes.
Artistas:
| 2 de febrero - Claudio Narea y Miguel Tapia - Stefan Kramer - María José Quintanilla | 3 de febrero - Los Tres - Chumbekes - Grupo Show Concierto - Rodrigo Villegas |

### X Festival de La Serena
Se realizó los días 1 y 2 de febrero de 2019. Esta edición fue animada por Eduardo Fuentes.
Artistas:
| 1 de febrero - Grupo Dmens - Los Vásquez - Juan Pablo López (humor) - Grupo Alegría | 2 de febrero - Los Tres - Sonora de Rehabilitarse - Joe Vasconcellos |

## Canciones ganadoras
Para la canción ganadora de la competencia en el festival se entrega el "Faro de Plata" en alusión a uno de los monumentos más representativos de la ciudad, el Faro Monumental de La Serena.
| Evento | Evento | Título           | Autor                    | Intérprete        |
| ------ | ------ | ---------------- | ------------------------ | ----------------- |
| I      | 2004   | A                | Denisse y Carlos Corales | Marcelo Soza      |
| II     | 2005   | Y Donde Estés    | Alejandro Afani          | Carolina Soto     |
| III    | 2006   | El Túnel         | Wildo                    | César Ávila       |
| IV     | 2007   | Dame un segundo  | Álvaro Scaramelli        | Álvaro Scaramelli |
| V      | 2014   | La voz de los 80 | Jorge González           | Pablo Escobedo    |
| VI     | 2015   |                  |                          |                   |
| VII    | 2016   | Amor por ti      |                          | Olivia Rivera     |
| VIII   | 2017   |                  |                          |                   |
| VIX    | 2018   | Aprendí de ti    |                          | Soledad Guerrero  |